# Holger Hansen (Politiker)
Erik Holger Hansen (* 16. Mai 1929 in Tågeby, Mern Sogn, Region Sjælland; † 3. Mai 2015) war ein dänischer Landwirt, Hochschullehrer und Politiker der Venstre, der unter anderem Umweltminister und Minister für Grönland war.

## Leben

### Landwirt und Abgeordneter
Hansen, der wie sein Vater Landwirt wurde, besuchte zwischen 1947 und 1948 die Frederiksborg Højskole sowie nach einem Studienaufenthalt in England von 1952 bis 1953 die Landwirtschaftsschule in Kongens Lyngby und schließlich 1957 die Schule Breijdablik der liberalen Venstre. 1959 wurde er Eigentümer des Gutes Kildevang in Tågeby.
Seine politische Laufbahn begann Hansen 1954 als Vorsitzender des Jugendverbandes der Venstre (Venstre Ungdom) in Süd-Seeland und danach zwischen 1957 und 1959 als Vorsitzender der VU von Præstø sowie zeitgleich als Mitglied des Büros der Landesorganisation der Venstre Ungdom. Bei den Wahlen vom 14. Mai 1957 kandidierte er erfolglos für die Venstre im Wahlkreis Kalundborg-Samsø für ein Mandat im Folketing. Daneben engagierte er sich in der Kommunalpolitik und war zwischen 1958 und 1970 Mitglied des Rates von Mern Sogn.
Bei den Wahlen vom 15. November 1960 wurde Hansen schließlich erstmals als Abgeordneter in das Folketing gewählt. Seine Wahl im Wahlkreis Stege-Vordingborg erregte einige Aufmerksamkeit, da er sich bei der parteiinternen Kandidatennominierung gegen den bisherigen Abgeordneten sowie späteren Vorsitzenden der Venstre und Ministerpräsidenten Poul Hartling durchsetzen konnte. Während seiner Parlamentszugehörigkeit befasste er sich insbesondere mit Fragen zur Sozial-, Bildungs- und Kommunalpolitik. Aufgrund der wachsenden Industrialisierung forderte er für Dörfer mit Landwirtschaft höhere soziale Investitionen, aber auch bessere Aufklärung und Mitwirkung bei den Folgen der Entvölkerung von ländlichen Siedlungsgebieten.
Nach der Folketingswahl vom 23. Januar 1968, die zum Ende der Regierung von Jens Otto Krag von der Socialdemokraterne und am 2. der Bildung einer bürgerlichen Koalition unter Hilmar Baunsgaard von Det Radikale Venstre (RV) führte, fungierte Hansen zwischen 1968 und 1971 als Vorsitzender des Sozialausschusses des Folketing und war zugleich von 1968 bis 1973 Mitglied des Rates für Grönland sowie des Vorstands der Fraktion der Venstre im Folketing. Danach übernahm er zwischen 1970 und 1973 die Funktion des Vorsitzenden des Lasten- und Aufgabenausschusses für Grönland.

### Minister und Hochschullehrer
Bei den Folketingswahlen vom 4. Dezember 1973 erlitt er eine Wahlniederlage und verlor sein Abgeordnetenmandat im Folketing. Als Poul Hartling nach dieser Wahl Ministerpräsident einer von der Venstre geführten Koalitionsregierung wurde, ernannte dieser Hansen gleichwohl am 19. Dezember 1973 zum Minister für Grönland (Minister for Grønland) in dessen Kabinett. Neben diesem Ministeramt war er zugleich bis zum Ende von Hartlings Amtszeit am 13. Februar 1975 auch Umweltminister (Miljøminister). Während dieser Zeit engagierte er sich für die Zusammenarbeit der aufgrund von Gebietsreformen zusammengelegten Gemeinden sowie dadurch notwendige Wirtschafts- und Dienstleistungsaufgaben. Am 13. Februar 1974 rückte er jedoch nach dem Mandatsverzicht von Johannes Bøggild als Abgeordneter in das Folketing nach.
Hansen wurde bei der darauf folgenden Wahl vom 9. Januar 1975 im Wahlkreis Ringsted wieder zum Abgeordneten in das Folketing gewählt und war während der bis zu den Wahlen am 15. Februar 1977 dauernden Legislaturperiode Mitglied der Kommission für Selbstverwaltung (Hjemmestyrekommissionen) von Grönland.
Nachdem er bei der Kandidatenaufstellung für die Folketingswahlen 1977 unterlag, begann er ein Studium der Rechtswissenschaften an der Universität Kopenhagen, das er als cand. jur. 1980 abschloss. 1985 erwarb er als lic. jur. die juristische Lehrerlaubnis und übernahm daraufhin ab 1986 eine Tätigkeit als Lektor an der Universität Kopenhagen. Zwischen 1994 und 1996 war er zugleich Studienleiter an der rechtswissenschaftlichen Fakultät der Universität Kopenhagen. Darüber hinaus engagierte er sich von 1996 bis 2000 als Vorstandsmitglied der Organisation Demokratiefonden.

## Veröffentlichungen
- Lokalisering. En bog om bedre samfundsplanlægning, 1973